# پیرل ایر
پیرل ایر (به انگلیسی: Pearl Air) یک شرکت هواپیمایی است که در ۲۰۰۴ میلادی تأسیس شده‌است. دفتر مرکزی پیرل ایر در کراچی، پاکستان واقع شده‌است و قطب این شرکت هواپیمایی در فرودگاه بین‌المللی جناح قرار دارد.